# Nagoldtal (Landschaftsschutzgebiet, Landkreis Calw)
Das Landschaftsschutzgebiet Nagoldtal ist ein mit Verordnung der Unteren Naturschutzbehörde beim Landratsamt Calw vom 24. November 1971 ausgewiesenes Landschaftsschutzgebiet (LSG-Nummer 2.35.037).

## Lage und Beschreibung
Das 4363,9 Hektar große Landschaftsschutzgebiet besteht aus acht Teilgebieten und liegt südlich von Bad Liebenzell und nördlich von Nagold. Im Süden befindet sich liegt das gleichnamige Landschaftsschutzgebiet Nagoldtal mit der LSG-Nummer 2.37.044, welches vom Landkreis Freudenstadt verwaltet wird. Es gehört zu den Naturräumen Schwarzwald-Randplatten und Obere Gäue.
Laut Schutzgebietssteckbrief ist es eine für den nördlichen Schwarzwald typische Tallandschaft als naturnahe Kulturlandschaft.

## Schutzzweck
Wesentlicher Schutzzweck ist die naturnahe Erhaltung des Nagoldtals. Die charakteristischen Landschaftsteile sollen für die Erholungsnutzung gesichert werden und das Gebiet soll vor weiterer Zersiedlung geschützt werden.